# Pitocles de Samos
Pitocles de Samos (en llatí Pythocles, en grec antic Πυθοκλη̂ς) fou un escriptor grec nascut a Samos d'època desconeguda. L'esmenten Plutarc i Climent d'Alexandria.
Segons aquests dos autors, va escriure:
- Ιταλικά.
- Γεωργικά.
- Περὶ ὁμονοίας.[1]